# Fenilacetone
Il fenilacetone (o fenil-2-propanone) è un composto organico di formula chimica C6H5CH2C(O)CH3. Si presenta come un olio incolore, solubile in solventi organici. È un noto precursore di anfetamine infatti nell'ambito di queste sintesi è ampiamente conosciuto come P2P (dall'inglese: Phenyl-2-propanone). Il fenilacetone è il prodotto della deaminazione del metabolismo delle anfetamine nel corpo umano.

## Preparazione
È preparato commercialmente dalla chetonizzazione dell'acido fenilacetico e acido acetico sull'ossido di alluminio a 400-500 °C. L'ossido di alluminio serve come catalizzatore per la disidratazione e per la decarbossilazione:
C6H5CH2CO2H + CH3CO2H → C6H5CH2C(O)CH3 + CO2 + H2O
Può essere prodotto dalla condensazione della benzaldeide con il nitroetano in presenza di ammine alifatiche, portando alla sintesi del fenil-2-nitropropene (P2NP), seguito da un'ambigua riduzione, in presenza di acido diluito, al fenilacetone.
Un esempio concettualmente semplice della sintesi organica del fenilacetone è l'alchilazione di Friedel-Crafts del benzene con il cloroacetone.

## Usi
Il fenilacetone è usato come intermedio nella produzione di pesticidi e anticoagulanti.